# Waibstadt
Waibstadt (en allemand : /ˈvaɪ̯pˌʃtat/,, ? Écouter [Fiche])  est une ville de Bade-Wurtemberg (Allemagne), située dans l'arrondissement de Rhin-Neckar, dans l'aire urbaine Rhin-Neckar, dans le district de Karlsruhe.